# Trachycephalus hadroceps
La rainette marteau (Trachycephalus hadroceps) es una especie de anfibios de la familia Hylidae.
Habita en Guayana Francesa, Guayana, Surinam y posiblemente en Brasil.
Su hábitat natural incluye bosques tropicales o subtropicales secos y a baja altitud.